# Anne Lagacé Dowson
Anne Lagacé Dowson, née à Toronto (Ontario), est une journaliste, animatrice de radio et femme politique canadienne.

## Biographie
Lagacé Dowson détient un baccalauréat en sociologie et études féministes de l'Université d'Ottawa et une maîtrise en sociologie de l'Université Carleton. Elle anime le programme Radio Noon du Radio-Canada anglophone au Québec pendant plusieurs années. Au cours de sa carrière en journalisme, elle gagne plusieurs prix. 
Elle est la candidate du Nouveau Parti démocratique à l'élection fédérale de 2008 dans la circonscription montréalaise de Westmount—Ville-Marie. Le 21 août 2008, elle reçoit l'appui du philosophe Charles Taylor. En 2015, elle est à nouveau candidate, dans la circonscription de Papineau.